# 大天东墓群
大天东墓群，位于山东省威海市环翠区蒿泊镇大天东、南曲阜村，是中华人民共和国山东省文物保护单位之一。
1992年6月12日，授予山东省文物保护单位，是一座古墓葬。